# 开始—社会主义国际主义组织
开始—社会主义国际主义组织（羅馬化：Xekinima – Sosialistiki Diethnistiki Organosi）是希腊的一个托洛茨基主义政党。该党成立于1974年。该党出版刊物《开始》。该党曾是国际社会主义替代希腊支部，於2021年6月24日退出國際社會主義替代。2022年，该党与一些国际社会主义替代前成员发起成立托洛茨基主义国际组织“国际主义立场”。该党曾参加希腊泛左翼政党人民团结。